# Apanteles philocampus
Apanteles philocampus är en stekelart som beskrevs av Cameron 1911. Apanteles philocampus ingår i släktet Apanteles och familjen bracksteklar. Inga underarter finns listade i Catalogue of Life.